# Priestley (cráter)

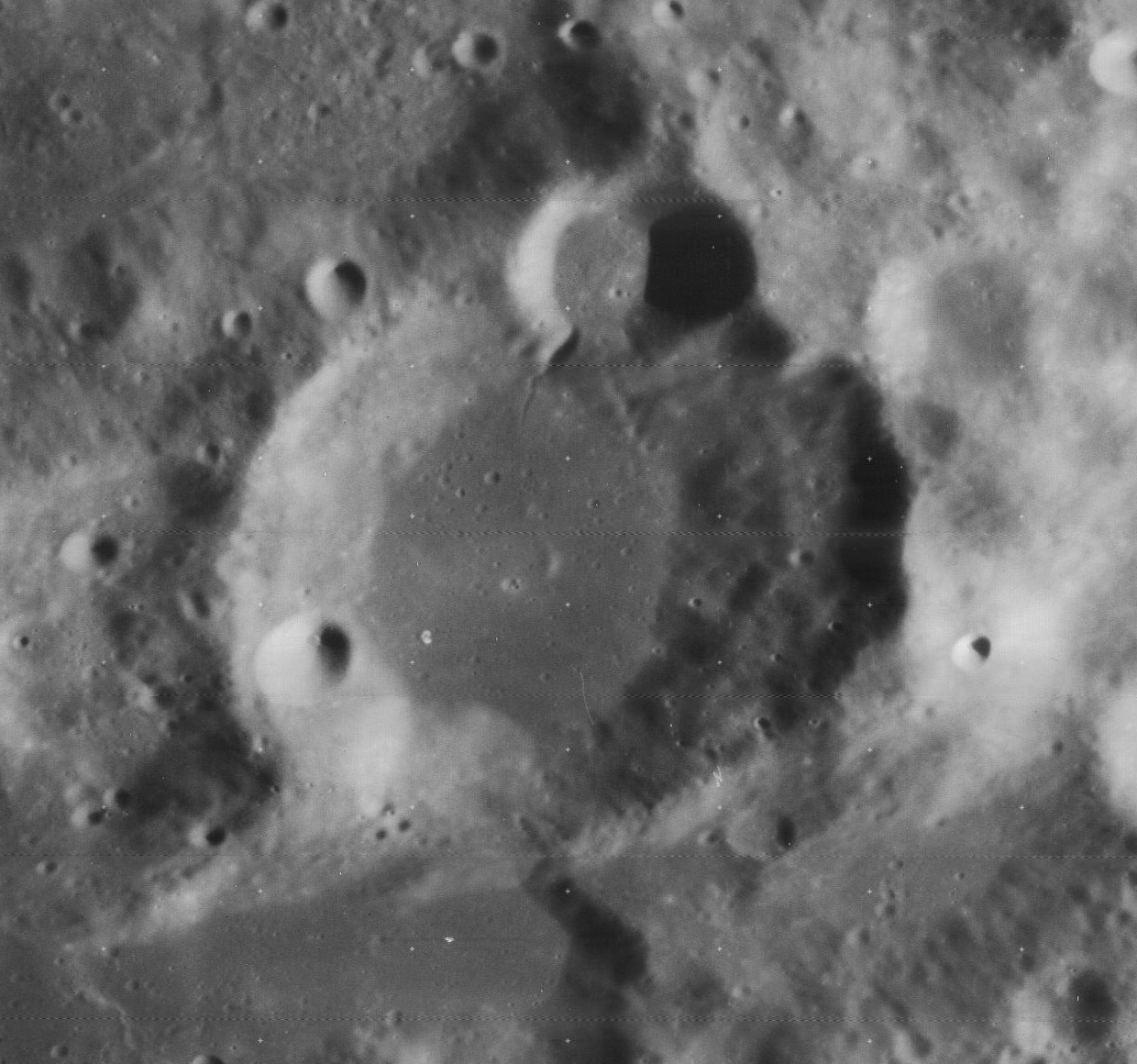
Fotografía de la misión Lunar Orbiter 4 (1967)

Priestley es un cráter de impacto que se encuentra en la cara oculta de la Luna, en latitudes bajas del hemisferio sur. Se encuentra al sureste del cráter inundado de lava Kugler.
|  |

Se trata de un cráter con un borde desgastado y una pared interna suavizada, que han perdido los rasgos afilados de un cráter reciente. El cráter satélite Priestley X atraviesa el borde norte y parte de la pared interior. Un pequeño cráter relativamente reciente yace sobre la pared interna hacia el sursudoeste. Otro impacto antiguo como el propio cráter está unido al borde exterior sudoeste, y comparte parte de su brocal con Priestley. La pared interior es más estrecha en el sureste que en otros lugares. El interior aparece nivelado, carente de rasgos distintivos.
Aparece junto al sur de Priestley una depresión de la superficie inundada de lava, que presenta una superficie nivelada de bajo albedo. Esta zona inundada se extiende hacia el oeste y luego al noroeste, y es aproximadamente cuatro veces más amplia que Priestley.

## Cráteres satélite
Por convención estos elementos son identificados en los mapas lunares poniendo la letra en el lado del punto medio del cráter que está más cerca de Priestley.
|           | \| Priestley \| Coordenadas \| Diámetro \| \| --------- \| ------------------------------- \| -------- \| \| K \| 59°00′S 110°30′E / -59.0, 110.5 \| 35 km \| \| X \| 56°30′S 107°48′E / -56.5, 107.8 \| 14 km \| |          |
| Priestley | Coordenadas | Diámetro |
| K         | 59°00′S 110°30′E / -59.0, 110.5 | 35 km    |
| X         | 56°30′S 107°48′E / -56.5, 107.8 | 14 km    |